# 25. konjeniški polk (Italija)
25. konjeniški polk Cavalleggeri di Mantova je bil konjeniški polk Kraljeve italijanske kopenske vojske.